# Pacifism

Fredsmärket

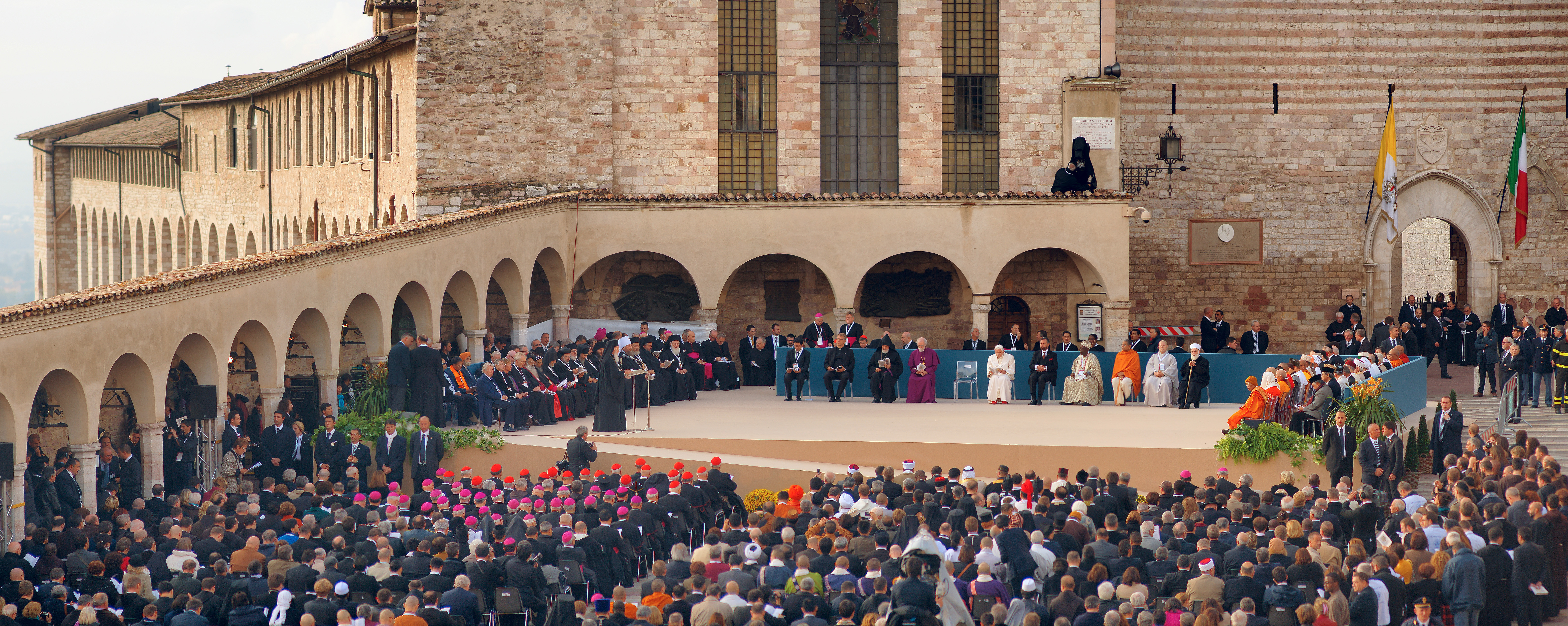

Pacifism (av engelska pacifism, ytterst av latinets pax, ”fred” och facere, "göra") är en hållning till krig som på religiös eller etisk grund avvisar användningen av våld som medel att lösa konflikter. Antimilitarism är ett snarlikt begrepp. Man har bland annat utvecklat icke-våldsförsvarets tekniker som alternativ till militärt försvar. Det finns ingen enskild teoretisk doktrin som samlar all sorts pacifism, utan snarare en mängd olika teoretiska grunder.

## Historik
Termen "pacifism" introduceras 1902 som en synonym till "antikrig".
Under 1900-talet blev Gandhi en känd förespråkare för icke-våld, ahimsa. Liksom Dr Martin Luther King jr. hade han Tolstoj och Thoreau som förebilder. I Sverige var Natanael Beskow en av de främsta pacifisterna under 1900-talets början. Natanael Beskow och Mahatma Gandhi nominerades till Nobels fredspris 1947.
Under 1950-60-talen fick pacifismen stor uppmärksamhet genom de stora fredsmarscherna i England och Tyskland, Kampanjen mot atombomben (AMSA), värnpliktsvägran (VCO), Svenska freds- och skiljedomsföreningen, civil olydnad och senare Plogbillsrörelsen. Många kända personer gjorde sig till tolk för fredsrörelsen, till exempel nobelpristagaren Linus Pauling och sångerskan Joan Baez. I Skandinavien hade (och har) fredsforskaren Johan Galtung och förlaget Pax stort inflytande. Även den svenska författaren Per Anders Fogelström var en engagerad pacifist.